# François Kevorkian
François Kevorkian, alias François K, (nacido en Rodez, Francia el 10 de enero de 1954) es un DJ francés, remezclador, y productor de origen armenio que reside en los EE. UU. Además es propietario de un sello discográfico. Habiendo comenzado su carrera en clubes de renombre como el Paradise Garage y Studio 54, el residente en Nueva York, está considerado como uno de los pioneros de la música house.

## Biografía
Nacido y criado en Francia, Kevorkian incrementó su pasión por la música tocándo la batería durante su adolescencia. Se trasladó a Nueva York en 1975 donde, debido a las dificultades para desarrollar su carrera como batería, cambió de rumbo musical e intentó ganarse un lugar como DJ en clubes underground de la ciudad. Su carrera como disc-jockey se disparó y centró su ocupación a tiempo completo. Aprendió a editar con cinta y comenzó a hacer medleys en las discotecas, algunos de los cuales siguen siendo populares hasta el día de hoy, como "Happy Song" de Rare Earth. Se le ofreció una puesto de A & R de un emergente sello discográfico de indie dance, Prelude Records, que le permitió ingresar en el estudio y producir remixes. Su primer remix para el proyecto que encabezaba Patrick Adams, tomando como la canción "In The Bush", se convirtió en un éxito en radios y clubes. Fue el primero de muchos remixes que ayudaron a definir el sonido del sello Prelude en Nueva York. Entre sus trabajos más notables destacan temas como "You're The One For Me' y "Keep On" para D-Train, y "Beat The Street" para Sharon Redd. Su paso por Preludie concluyó en 1982, el mismo año en el que tuvo la mayoría de su sencillos en el número uno de la lista Billboard Dance Music Chart, incluyendo remixes de clásicos, como "Situation" de Yazoo, y "Go Bang" para Dinosaur L.
Durante ese tiempo, tuvo el privilegio de actuar como DJ invitado en importantes salas, como Paradise Garage, The Loft, Studio 54, Les Mouches, y AM-PM, así como una residencia en el Club Zanzíbar en Nueva Jersey, los viernes durante más de un año. El gran éxito de sus remezclas le llevó a lanzar producciones propias, siendo "Snake Charmer PE", su primer trabajo para Island Records, que contaba con un gran elenco de artistas como Jah, The Edge, Holger Czukay y Jaki Liebezeit. Su carrera como remezclador y productor lo llevó a trabajar con diversos artistas de renombre, tales como Eurythmics, Diana Ross, U2, Mick Jagger, Ashford & Simpson, The Cure, Midnight Oil, Jimmy Cliff, Foreigner, Jean Michel Jarre, Jan Hammer, Fatback Band, Bunny Wailer, The Smiths, Pet Shop Boys, Cabaret Voltaire. En 1986, mezcló y produjo para Kraftwerk el álbum Electric Café. También colaboró en la mezcla del álbum más exitoso de la carrera de Depeche Mode, Violator, así como en muchos de sus remixes. 
Kevorkian creó su propio estudio de grabación, Axis Studios, en el mismo edificio donde se encontraba la famosa discoteca Studio 54. Pronto se convirtió en una importante operación comercial. Debido a las presiones de trabajo de estudio, había dejado de presentarse en clubes en 1983 para dedicarse a la producción y a la mezcla por tiempo completo, pero no pudo mantenerse alejado de los platos, y empezó a actuar de nuevo a principios de 1990. La escena dance se había expandido al terreno internacional y comenzó a actuar fuera de Estados Unidos. Realizó una gira por Japón junto al DJ Larry Levan durante el verano de 1992, justo antes del fallecimiento de este en noviembre de ese mismo año. 
En 1995, decidió crear un ecléctico sello discográfico independiente, Wave Music, que le permitió encontrar una salida para sus propios esfuerzos creativos, como "FK-EP", así como el lanzamiento de otros artistas como Abstract Truth, Floppy Sounds y varias producciones más. Posteriormente, en 1996, se involucró en el inicio de lo que sin duda se convirtió en uno de los eventos semanales más esperados de Nueva York, Body&SOUL, que tuvo lugar cada domingo por la tarde en el Club Vinyl (6 Hubert Street), tocando junto con DJs co-residentes como Joaquín 'Joe' Claussell y Danny Krivit. También lanzó una serie de compilaciones con el mismo nombre. 
Su carrera como artista continuó en evolución, reavivando su interés por un sonido más electrónico. El lanzamiento de su set para Sónar Music en 2002, marcó un punto de inflexión y se volcó a un sonido más Techno y agregados del Dub y el House, donde la mayoría de los DJs se identificaba con ese sonido en aquel momento. En 2002, también comenzó a girar junto con la leyenda del techno de Detroit, Derrick May, tocando juntos con el alias "Cosmic Twins". Sus apariciones en los lugares más importantes de Europa, le ayudaron a ganar a un público joven que desconocía sus anteriores producciones. Fue el momento oportuno para el lanzamiento en 2006 del álbum Frequencies (Wavetec), con cierta influencia del Electro y el Minimal pasando por el 'big-room' House y el Techno.
En abril de 2003, comenzó una nueva residencia en un evento semanal, los lunes por la noches en la ciudad de Nueva York llamado Deep Space, que se centra en el sonido Dub en todas sus formas, en un formato muy ecléctico, que van desde el techno espaciada a la más profundo de reggae, dubstep, hip-hop, así como el drum & bass, el house y la música disco. Su reciente producción musical que ha mezclado la Deep Space NYC vol. 1, una recopilación con varios de sus propias producciones originales (junto con el dub de Jamaica Mutabaruka leyendas y U-Roy), que también ha hecho recientemente notables remixes para Moloko, Yoko Ono, Cesária Évora, Nina Simone, así como gran parte de su propio sello . En 2005, fue incluido en el Dance Music Hall of Fame.
En abril de 2003, comenzó una residencia en un evento de noche, nuevo semanario el lunes en Nueva York llamada Deep Space de Nueva York, que se centra en dub en todas sus formas, y donde el formato es muy ecléctica, que van desde el techno a la más profundo del reggae, dubstep, hip-hop, así como el drum & bass, el house y la música disco.
En 2005 lanza «Deep Space NYC Vol. 1», un recopilatorio con varios de sus propias producciones originales (junto a leyendas del dub como el jamaicano Mutabaruka y U-Roy), en la que incluye los remixes realizados para artistas notables de la talla de Moloko, Yoko Ono, Cesária Évora, Nina Simone, así como gran parte las producciones de su propio sello. En este mismo año, fue reconocido como artista incluyendoló en el Salón de la Fama de la Música Dance tanto como remezclador y DJ.
Apareció como conductor radial de una emisora virtual llamada "Electro-Choc", en el juego Grand Theft Auto IV. (abril de 2008) 
Hasta el día de hoy, muchas personas (sobre todo en el Reino Unido) comenten errores en la pronunciación de su apellido, por error fue acreditado como "Kervorkian", que puede atribuirse a un error de crédito en un edición especial de remixes del álbum Violator de Depeche Mode.

## Discografía

### Como artista
- FK-EP (Wave Music) 1996
- "Time And Space" (Wave Music) 1998
- "Capricorn" (Wave Music) 2000
- "Awakening" (Wave Music) 2002
- "Enlightenment" (Wave Music) 2002
- "Road Of Life" (Deep Space Media) 2007

### Compilaciones
- 'Masterpiece: Created By Francois K' (Ministry Of Sound) 2008
- 'Frequencies' - 2 x CD - (Wavetec) 2006
- 'Deep Space NYC (vol. 1)' (Deep Space Media/Wave Music) 2005
- 'Live At Sonar' (SonarMusic) 2003
- 'Body&SOUL NYC (vol. 1, 2, 3, 4, 5) (Wave Music) 1998-2007
- 'Deep & Sexy (vol. 1)' (Wave Music) 2001
- 'Choice: A Collection of Classics' (Azuli) 2002
- 'Essential Mix - François K' (London/Ffrr) 2000

### Video Game DJ Mix
- 'Electro-Choc', the Dance radio station in Grand Theft Auto IV (Rockstar Games) 2008

### Como productor
- 'Electric Café' Kraftwerk (EMI/Warner Bros.) 1986
- 'Violator' Depeche Mode (Mute) 1990
- 'Erasure' Erasure (Mute) 1995
- 'Blondosaurus' Rebecca (Sony Japan) 1989

### Como Remixer
- In The Bush" Musique (Prelude) 1978
- "I Hear Music In The Streets" Unlimited Touch (Prelude) 1980
- "You're The One For Me" / "Keep On" / "Music" / "Walk On By" / "Misunderstanding" D-Train (Prelude) 1981-1983
- "Beat The Street" / "Never Give You Up" / "Send Your Love" / "Can You Handle It" Sharon Redd 1982-1983
- "Body Music" The Strikers (Prelude) 1981 co-mixed with Larry Levan
- "Let's Go Dancin'" Sparque (West End) 1981
- "Situation" Yazoo (Mute) 1981
- "Go Bang" Dinosaur L (Sleeping Bag) 1981
- "Two Hearts Beat As One" / "New Year's Day" U2 (Island) 1983
- "This Charming Man" The Smiths (Rough Trade) 1983
- "Tour De France" Kraftwerk (EMI - Warner Bros.) 1984
- "Lucky In Love" / "Just Another Night" Mick Jagger (Columbia) 1984
- "Blue Light (12" Mix)" David Gilmour 1984
- "Solid (As A Rock)" Ashford & Simpson (Capitol) 1984
- "Sleepless" King Crimson 1984
- "Zoolookologie" Jean Michel Jarre (Disques Dreyfus France) 1985
- "Perfect Way" Scritti Politti UK 12" Single ((Version)) (Virgin) 1985
- "Why Can't I Be You" / "Japanese Dream" / "Hot, Hot, Hot" The Cure (Fiction-Elektra) 1985-1990
- "The Telephone Call" Kraftwerk (EMI/Warner Bros.) 1987 co-mixed with Kraftwerk and Ron St. Germain
- "Don't You Want Me" Jody Watley (MCA) 1987
- "Rent" Pet Shop Boys (Parlophone/EMI) 1987
- "My Bag" (dancing mix) Lloyd Cole and the Commotions (single b-side, Polydor) 1987
- "My Bag" (dancing mix)/"My Bag" (dancing dub) Lloyd Cole and the Commotions (Capitol Records) 1988
- "Personal Jesus" / "Enjoy the Silence" / "Policy of Truth" / "World in My Eyes" Depeche Mode (Mute / Sire / Reprise) 1990
- "Situation" Yazoo (Deadline Mix) 1990
- "Radioactivity" Kraftwerk (EMI/Elektra) 1991
- "Higher Love" Depeche Mode (Mute/Sire/Reprise) 1994 co-mixed with Goh Hotoda
- "Get Another Plan" Abstract Truth (Wave Music) 1996
- "Tout est bleu" Ame Strong (Delabel) 1997
- "Sangue De Beirona" Cesária Évora (Lusafrica / Wave) 1999
- "Expo Remix" Kraftwerk (EMI) 2000 co-mixed with Rob Rives
- "Hunter" Dido (Arista) 2001
- "Swollen" Bent (Ministry Of Sound) 2001
- "Josephine" Chris Rea (Warner Bros.) 2001 co-mixed with Eric Kupper
- “La La Land” Green Velvet (Music Man) 2002 co-mixed with Rob Rives
- “Community” Audio Soul Project (NRK) 2002 co-mixed with Rob Rives
- "Forever More" Moloko (Echo) 2003 co-mixed with Eric Kupper
- "Walking on Thin Ice" Yoko Ono (Twisted) 2003 co-mixed with Eric Kupper
- “Aborigine’s Jam” Cirque du Soleil (Cirque du Soleil) 2003 co-mixed with Eric Kupper
- “Aero Dynamik” Kraftwerk (EMI - Astralwerks) 2004
- “Welcome Dub” Herbest Moon (Soundscape) 2004
- “Disco Infiltrator” LCD Soundsystem (EMI UK) 2005
- “Ride a White Horse” Goldfrapp (Mute) 2005 co-mixed with Eric Kupper
- “Talk” Coldplay (EMI UK) 2005
- "Here Comes the Sun" Nina Simone (Columbia) 2006
- "The Picture" Hubert Kah (Soundcolours) 2011